# Tecomates
Tecomates es una localidad del estado mexicano de Jalisco. Es parte del municipio de Casimiro Castillo.

## Demografía
| Gráfica de evolución demográfica |
|                                  |

| Censo | Población |
| ----- | --------- |
| 1900  | 90        |
| 1910  | —         |
| 1921  | 157       |
| 1930  | 136       |
| 1940  | 362       |
| 1950  | 605       |
| 1960  | 914       |
| 1970  | 1 136     |
| 1980  | 1 281     |
| 1990  | 2 990     |
| 2000  | 3 190     |
| 2010  | 1 685     |
| 2020  | 1 394     |